# Hans Thomsen

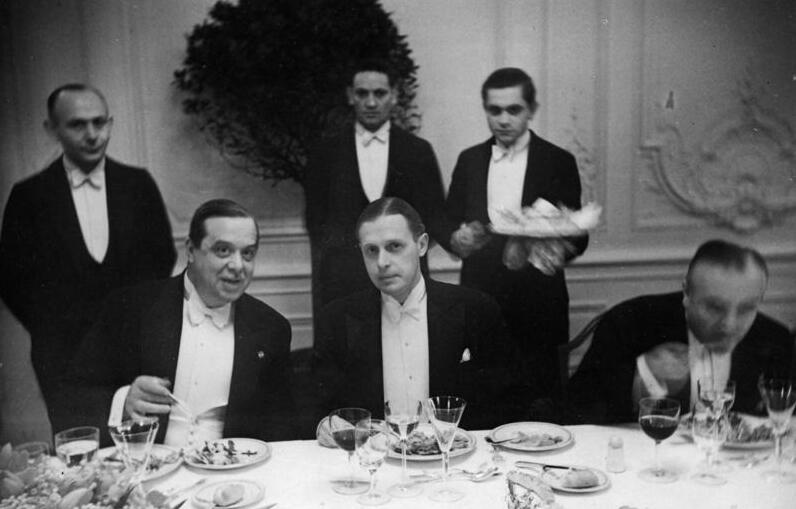
Hans Thomsen (sitzend, Bildmitte) bei einem Empfang im Berliner Hotel Esplanade (1930)

Hans Thomsen (* 14. September 1891 in Hamburg; † 31. Oktober 1968 ebenda) war ein deutscher Diplomat.

## Leben
Nach dem Schulbesuch studierte Thomsen an der Ruprecht-Karls-Universität Heidelberg Rechtswissenschaft. 1910 wurde er im Corps Guestphalia Heidelberg recipiert. 1913 wurde er in Heidelberg zum Dr. iur. promoviert. 1916 legte er die Erste Juristische Staatsprüfung ab. Anschließend trat er in den Auswärtigen Dienst. Noch im selben Jahr kam er als Referent bei der Handelsabteilung zur deutschen Gesandtschaft in Kristiania.

### Weimarer Republik
Kurz nach dem Ende des Ersten Weltkriegs wurde Thomsen 1919 in das Auswärtige Amt versetzt. Von 1921 bis 1923 amtierte er als Vizekonsul in Mailand und später in Neapel. Ein Jahr nach seiner Rückkehr in das Auswärtige Amt wurde er 1924 zum Legationssekretär ernannt. 1926 nahm er an der Völkerbundstagung in Genf teil. 1926 wurde er zum Legationsrat befördert. 1932 wurde Thomsen als Legationsrat 1. Klasse zum Oberregierungsrat in der Reichskanzlei berufen, wo ihm unter anderem die Bearbeitung der Post des Kanzlers oblag.

### Zeit des Nationalsozialismus
Auch nach der nationalsozialistischen Machtergreifung verblieb Thomsen in der Reichskanzlei. In den Jahren 1933 bis 1936 amtierte er dort im Rang eines Ministerialrats als außenpolitischer Referent.
Im Jahr 1936 wurde Thomsen als Botschaftsrat an die deutsche Botschaft in Washington, D.C. versetzt. Im November 1938 übernahm er dort die Funktion des Geschäftsträgers, die er – seit 1940 im Rang eines Gesandten 1. Klasse – bis zur deutschen Kriegserklärung an die Vereinigten Staaten und dem Abbruch der diplomatischen Beziehungen zwischen beiden Ländern am 11. Dezember 1941 beibehalten sollte.
Nach Beginn des Zweiten Weltkriegs versuchte Thomsen einen Kriegseintritt der Amerikaner zu verhindern, indem er die isolationistischen Tendenzen in der amerikanischen Bevölkerung unterstützte. So ermutigte er Pressevertreter, die isolationistische Haltung durch entsprechende Artikel als notwendig erscheinen zu lassen. Außerdem versuchte er während der Präsidentschaftswahlen von 1940 die Isolationisten durch die Bestärkung der Anti-Kriegs-Haltung der Republikanischen Partei zu stärken. Zu diesem Zwecke regte er an, durch Geldzahlungen an einflussreiche Kongressabgeordnete diese dazu zu bewegen, möglichst viele Kollegen für die isolationistische Position zu gewinnen. Außerdem lancierte er über Mittelsmänner in den Büros von US-Kongressabgeordneten verschiedene gegen den Kriegseintritt gerichtete Zeitungsartikel und publizierte in der New York Times und in weiteren Zeitungen ganzseitige Anzeigen, die von George Sylvester Viereck verfasst wurden.
Während seiner Zeit in Washington gelang es Thomsen auch, in Erfahrung zu bringen, dass es den Amerikanern gelungen war, den Code der japanischen Chiffriermaschine PURPLE zu entziffern, worüber er die deutsche Regierung im April 1941 informierte. Diese gab die Information an die japanische Regierung weiter, ohne dass diese sie für ihre Kriegsführung nutzte. In der Forschung Beachtung gefunden hat Thomsens Zeit in den Vereinigten Staaten zudem aufgrund eines kurz vor dem japanischen Angriff auf Pearl Harbor erfolgten Versuchs von William Donovan, dem Chef des Office of the Coordinator of Information, Thomsen zum Überlaufen zu bewegen. Zuvor hatte Thomsen amerikanischen Kriegsgegnern Informationen über die militärische Stärke des Deutschen Reichs und seiner Verbündeten zukommen lassen. So warnte Thomsen die Amerikaner am 13. November 1940 auch, dass sich die Japaner aufgrund ihrer geostrategischen Lage gezwungen sähen, in naher Zukunft die Vereinigten Staaten anzugreifen. Außerdem ließ er Lowell wissen, dass im Falle einer japanischen Kriegserklärung an die Vereinigten Staaten Deutschland ebenfalls eine Kriegserklärung an die Vereinigten Staaten abgeben würde. Donovans Versuche, Thomsen mit einer Million US-Dollar zu einer öffentlichen Abkehr vom Nationalsozialismus zu bewegen, schlug dieser jedoch aus; stattdessen kehrte er nach der Kriegserklärung Deutschlands, Japans und Italiens an die Vereinigten Staaten nach Deutschland zurück.
Anfang 1943 übernahm Thomsen als Nachfolger von Viktor Prinz von Wied den Posten des deutschen Botschafters in Stockholm, den er bis zum Ende des Zweiten Weltkriegs behielt. Nach der deutschen Kapitulation wurde er aus Stockholm evakuiert und am 18. August 1945 mit einem Sammeltransport nach Lübeck abgeschoben. Mit Ankunft in Deutschland erfolgte seine Internierung in der britischen Besatzungszone.

### Nachkriegszeit
Nach dem Krieg wurde Thomsen als Zeuge in Nürnberger Prozessen gehört. Anders als einige hochrangige Diplomaten wurde er nicht im Rahmen des Wilhelmsstraßen-Prozesses angeklagt, da die Prozessökonomie auch andere Diplomaten ausschließen musste. In den frühen 1950er Jahren trat er noch einmal als Vorsitzender des Deutschen Roten Kreuzes in Hamburg öffentlich hervor.